# Toute la famille était là
Pour plus de détails, voir Fiche technique et Distribution.
Toute la famille était là est un film français réalisé par Jean de Marguenat, sorti en 1948.

## Fiche technique
- Titre : Toute la famille était là
- Titre secondaire : Le Séducteur ingénu
- Réalisation : Jean de Marguenat, assisté de Claude Cariven
- Scénario : Pierre Léaud, d'après le roman Toute la famille était là de  Henri Falk
- Photographie : Raymond Agnel
- Musique : Henri Verdun, Jacques Larue
- Son : André Le Baut
- Producteur : Charles de Grenier
- Société de production : Simoun Films
- Pays de production :  France
- Format : Noir et blanc — 35 mm — 1,37:1 — Son : Mono
- Genre : Comédie
- Durée : 90 minutes (1 h 30)
- Dates de sortie : 
  - France : 17 décembre 1948

## Distribution
- Jean Parédès : Victor Catignac
- Marguerite Pierry : la présidente
- Jean Tissier : Dudru
- Katherine Kath : Rita Barbara, la maîtresse de Victor
- André Alerme : Monsieur Catignac, père de Victor
- Jacqueline Roman : Angélique
- Jacques Louvigny : Costecal
- Marcel Vallée : Pomard
- Jean Dunot : Parmelin
- Jacques Dynam : Gaston
- Palmyre Levasseur : Une mère
- Milly Mathis : L'hôtelière
- Jacques Morel : Villediou
- Fred Pasquali : Van Bico
- Sinoël : Bris
- Germaine Stainval : L'infirmière